# Czynownik
Czynownik (z ros. чиновник – urzędnik) – urzędnik w Rosji.
W czasach cara Piotra I byli to urzędnicy państwowi w Rosji, wywodzący się ze szlachty. Wszyscy obywatele tego stanu byli zobowiązani do dożywotniej służby w administracji, która obejmowała 14 stopni (ros. czynów, stąd nazwa „czynownicy”) awansu cywilnego i wojskowego.
W języku polskim nazwa ta utarła się dla oznaczenia rosyjskiego urzędnika, jako specjalnego typu z negatywnymi cechami.